# 寝台急行「銀河」殺人事件
『寝台急行「銀河」殺人事件』（しんだいきゅうこうぎんがさつじんじけん）は西村京太郎の推理小説。1985年3月に文藝春秋から刊行された。
本作を原作としたテレビドラマ2作品が制作されている。

## あらすじ
東京駅と大阪駅を結ぶ、東海道線を走る寝台急行「銀河」Ａ寝台の車内で、女性が殺された。容疑者となったのは女性の上司である井崎。彼は「銀河」のＡ寝台に乗っていた乗客の中で唯一動機があった。大阪府警から協力要請を受けた十津川は井崎が大学時代の同窓であることを思い出す。調べたところ、状況は井崎にとって不利なことばかり。井崎の妻にも久々に会うが、井崎とは冷めた関係であることがわかる。しかし、意外なことに真犯人でしか知らない内容の書かれた手紙が大阪府警に届き、井崎は釈放されるが、Ａ寝台に乗っていた別の乗客が殺され、アリバイのない井崎に嫌疑がかかる。さらにＡ寝台に乗っていた乗客が次々と殺され、そのうちの一人がエリート官僚と付き合っていたことから、事件は意外な展開を見せ始める。犯人の仰天する目的と、犯人逮捕に奔走する十津川が見出した真実とは？

## テレビドラマ

### 1986年版
『西村京太郎トラベルミステリー9』がテレビ朝日系「土曜ワイド劇場」枠で1986年6月28日に放送された。
なお、原作執筆時は集中電源方式の20系客車で運行されていたが、製作時は分散電源方式の14系客車（寝台車）での運行だったため、原作でA寝台車（ナロネ21形）は電源車（カニ21形）次位に連結されており密室状態だったが、ドラマ製作時はA寝台車（オロネ14形）の前にB寝台車1両（スハネフ14形）が連結されている状態であり、密室が成立しなくなってしまっていた。このB寝台1両は「当日は団体貸切だった」とすることで乗り切った（のだが、放送から程なくして今度はやはり集中電源式の24系客車となったため、あまり鉄道車両形式に詳しくない視聴者にとってはかえって混乱を招くことになってしまった）。
キャスト
- 亀井定夫 - 愛川欽也
- 西本明 - 森本レオ
- 清水新一 - 井川晃一
- 橘直子 - 古手川伸子
- 星野悠子（大三郎の娘・貞祐の妻） - 加賀まりこ
- 星野大三郎（政治家） - 山形勲
- 星野貞祐（悠子の夫・通商省課長） - 中野誠也
- 一ノ瀬（星野大三郎の秘書） - 西沢利明
- 青木（通商省貿易局長） - 加藤和夫
- 矢島（通商省貿易局長秘書） - 高橋章子
- 井崎勉（由美子の上司/中央医薬商事東京支社販売課長・銀河の乗客） - 船戸順
- 井崎春子（井崎勉の妻） - 立石涼子
- 中央医薬商事東京支社人事部長 - 轟謙司
- 中央医薬商事東京支社販売課長補佐 - 江原正士
- TVアナウンサー - 篠原大作
- 太田由美子（中央医薬商事東京支社社員・銀河の乗客） - 藍とも子
- 山田祐一郎（東亜電機企画課・銀河の乗客） - 南條豊
- 小林みどり（デパートガール・銀河の乗客） - 山本ゆか里
- 真田久仁子 (デパートガール・銀河の乗客） - 三浦リカ
- 新見加奈子（慎一郎の母・銀河の乗客）-  久保田民絵
- 新見慎一郎（加奈子の息子・銀河の乗客）- 宮田猛
- 新見加奈子の娘（銀河の乗客）- 勇静華
- 「寝台急行・銀河」専務車掌 - 石山雄大
- 三浦（大阪府警警部） - 左右田一平
- 十津川省三 - 三橋達也

### 1999年版
『十津川警部シリーズ16』がTBS系「月曜ドラマスペシャル」枠で1999年1月4日に放送された。
キャスト
- 十津川省三 - 渡瀬恒彦
- 若林（警視庁捜査一課の刑事） - 小倉久寛
- 安原美知子（警視庁捜査一課の刑事） - 山村紅葉
- 星野貞裕（通産省課長） - 菊池隆則
- 山之辺拓史（通産省政策局局長） - 野村信次
- 小山内雄三（民自党党首） - 亀石征一郎
- 小山内ユリカ（小山内の娘） - 田中規子
- 橋津（小山内の秘書） - 谷本一
- 井崎勉（大同交易社員・銀河の乗客） - 大杉漣
- 太田由美子（大同交易社員・銀河の乗客） - 麻田かおり
- 小林みどり（サニーデパート社員・銀河の乗客） - 細川ふみえ
- 真田久仁子（サニーデパート社員・銀河の乗客） - 東山悠里
- 山田祐一郎（青雲電気社員・銀河の乗客） - 大森嘉之
- 新見加奈子（慎一郎の母・銀河の乗客） - 小林美江
- 新見慎一郎（加奈子の息子・銀河の乗客） - 三浦春馬
- 三浦理恵（大阪府警察警視） - 池上季実子
- 林（大阪府警察の刑事） - 辻本茂雄
- 亀井定夫 - 伊東四朗